# Quartucciu
Quartucciu település Olaszországban, Szardínia régióban, Cagliari megyében. Lakosainak száma 12 830 fő (2023. január 1.). Quartucciu Cagliari, Monserrato, Maracalagonis, Quartu Sant’Elena, Selargius, Settimo San Pietro és Sinnai községekkel határos.

## Népesség
A település lakossága az elmúlt években az alábbi módon változott:
| Lakosok száma | 13 271 | 13 234 | 12 830 |
|               | 2017   | 2018   | 2023   |